# Kanavihonnapura, Dharwad
Kanavihonnapura là một làng thuộc tehsil Dharwad, huyện Dharwad, bang Karnataka, Ấn Độ.